# Saint-Bruno-de-Kamouraska
Saint-Bruno-de-Kamouraska es un municipio canadiense situado en la provincia de Quebec.

## Superficie
Saint-Bruno-de-Kamouraska tiene una superficie de 188,44 km².

## Demografía
En 2021, tenía 515 habitantes, una densidad poblacional de 2,7 hab./km², y 270 viviendas.